# 訃報 1986年8月
訃報 1986年8月（ふほう 1986ねん8がつ）では、1986年（昭和61年）8月中に物故した、又は物故が報じられた人物についてまとめる。

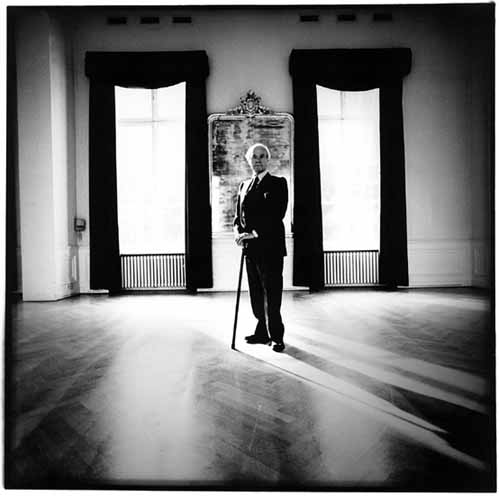
ヘンリー・ムーア / 8月31日没

## （1日 - 15日）
- 8月6日 - 平岡敏男、毎日新聞代表取締役会長（* 1909年）
- 8月7日 - 長谷川四郎、元衆議院副議長・元建設大臣（* 1905年）
- 8月8日 - 野本喜一郎[1]、元近鉄パールス所属のプロ野球選手、学生野球指導者（* 1922年）
- 8月12日 - 岡田京子、女優（* 1958年）
- 8月14日 - 2代目桐竹勘十郎、浄瑠璃の人形遣い（* 1920年）

## （16日 - 31日）
- 8月26日 - 杉浦睦夫、胃カメラ開発技術者（* 1918年）
- 8月27日 - 外岡茂十郎、法学博士（* 1898年）
- 8月31日 - 岡戸武平、小説家（* 1897年）
- 8月31日 - ゴッフレード・パリーゼ、作家・ジャーナリスト（* 1929年）
- 8月31日 - ウルホ・カレヴァ・ケッコネン、第8代フィンランド大統領（* 1900年）
- 8月31日 - ヘンリー・ムーア、彫刻家（* 1898年）